# Leersia nematostachya
Leersia nematostachya är en gräsart som beskrevs av Georg Oskar Edmund Launert. Leersia nematostachya ingår i släktet vildrissläktet, och familjen gräs. Inga underarter finns listade i Catalogue of Life.